# موتايلا ديل بالانكار
بلدية موتايلا ديل بالانكار (بالإسبانية: Motilla del Palancar)‏، هي إحدى بلديات مقاطعة قونكة إحدى مقاطعات إسبانيا، و التي تقع في منطقة قشتالة لا منتشا وسط البلاد, و المائلة لجهة الشرق من إسبانيا.
يبلغ عدد سكانها 5.653 نسمة وفقاً لإحصائية سنة (2007).

## أعلام
- كيكي